# سينما رودينا، أوفا
سينما رودينا (بالروسية: Кинотеатр Родина، تنطق: كينوتياتر رودينا وتعني حرفياً «سينما الوطن الأم») هي دار سينما تاريخية في شارع لينينا، الشارع الرئيسي في أوفا، باشكورستان، روسيا. جرى الانتهاء من المبنى وافتتح في 1953 وحتى عام 2018 كان لا يزال يستخدم كسينما.

## تاريخها

### اسمها وبناؤها
في مارس 1938، قبلت مدينة أوفا خطة تنمية عامة مبدئية تنص على بناء سينما من قاعتين تسع 600 شخص في المركز التاريخي للمدينة، عند تقاطع شارعي لينينا وتشرنيفسكي. في العام التالي، وافق مجلس مفوضي الشعب في جمهورية باشكيريا على بناء السينما، وأجريت المسوحات الهندسية والجيولوجية للموقع. بعد ذلك بفترة وجيزة، أصدرت حكومة الجمهورية مرسوماً لإنشاء سينما جديدة في منطقة أوفا الصناعية الشمالية، لكن اندلاع الحرب العالمية الثانية، أدى لإلغاء خطط البناء المعدلة للسينما.
في عام 1944، جرى إحياء مشروع السينما في وسط المدينة، عندما أُدرجت أموالاً للسينما ذات القاعتين في ميزانية الاحتفالات بالذكرى السنوية الخامسة والعشرين لقيام جمهورية باشكيريا. تلا ذلك مكائد مفاهيمية وتصميم. في النهاية، صمم المهندس المعماري سيميون ياكشين مشروعاً جديداً لسينما مكونة من قاعتين تسع 700 شخص. على الرغم من أن هذا التصميم كان مستوحى من مشروع سينما أودارنيك الخاص بياكشين في ستالينغراد (فولغوغراد حالياً)، فقد عُدلّ من خلال تحويل الواجهة الرئيسية إلى رواق ذي ثمان أعمدة كورنثية على غرار السينمات الأخرى في ستالينغراد. وقد جرت الموافقة على التصميم المختلط فوراً وفي صيف 1949 اكتملت خطة البناء.
بعد ذلك هُدم المنزل المكون من طابق واحد على شكل حرف «إل» ويرجع إلى فترة ما قبل الثورة والذي كان يحتل الموقع لإفساح المجال أمام السينما الجديدة. بما أنه كان من المفترض أن ينتقل موظفو سينما أكتوبر القديمة «كينوتياتر أوكتيابر» (بالروسية: Кинотеатр Октябрь) إلى المبنى الجديد، فإن عبد الرحمن فاتخوديناف، مدير سينما أكتوبر، أشرف على بناء السينما الجديدة منذ البداية ومن ثَمّ أصبح أول مدير لها. وبمبادرة منه، أُعد جزء من الطابق السفلي للسينما الجديدة كقاعة أفلام وثائقية تسع 60 مقعداً.
وقد راقب أعمال البناء عن كثب المهندس المعماري، الذي قدم مقترحاته النهائية للتصميم والمبنى في مارس 1953، قبل ثلاثة أشهر فقط من افتتاح السينما في 30 يوليو 1953.

## تشغيلها
في يوم الافتتاح، زار الآلاف من سكان أوفا السينما الجديدة، حيث شاهدوا فيلم «1919 السنة التي لا تنسى» (Незабываемый 1919 год). سُميّت القاعتين الرئيسيتين للسينما الجديدة، التي تحوى كل منهما 350 مقعداً، باسم «القاعة الحمراء» و«القاعة الزرقاء»، على التوالي، في حين سُميّت قاعة الأفلام الوثائقية الصغيرة باسم «القاعة الخضراء».
في البداية، جُهز البهو بمسرح لعزف موسيقى الجاز أو لاستضافة الحفلات الموسيقية الكلاسيكية قبل مشاهدة الفيلم. يمكن للجمهور أن يصل مبكراً ويستمتع بتناول بالآيس كريم في المقهى، أو «الحصول» على ماء الكولونيا من آلة البيع، أو الإعجاب بالملصقات المرسومة محلياً التي تصور أفلامًا جديدة؛ كما يمكن للوالدين ترك طفلهما في غرفة ألعاب الأطفال.
خلال سنواتها الأولى، كانت السينما محاطة بمنازل منخفضة الارتفاع. إلا أنه بحلول سبعينيات القرن العشرين، كانت هذه المنازل قد هُدمّت، لكنها استُبدلّت بمباني عالية حجبت السينما.
في التسعينيات، حولت «القاعة الخضراء» إلى مقهى موسيقى، ثم تحولت إلى تصميم «غواصة صفراء»، ولاحقاً أصبحت نادياً لموسيقى البلوز. ومنذ ذلك الحين عادت إلى كونها قاعة سينمائية. وفي القرن الحادي والعشرين، استخدم بعض المخرجين والمعارض الفنية بهو السينما لأجل الحجوزات الخاصة. لا يزال الآيس كريم يُقدم هناك. خلال ذلك، استضافت القاعات جوانب ترفيهية مثل العروض المسرحية والمهرجانات السينمائية وعروض وماراثونات الأفلام السينمائية.
منذ 1996، أصبحت دار السينما مركزاً للتصوير السينمائي الروسي. في 2003، نُظمّ برنامجاً احتفالياً للاحتفاء بالذكرى الخمسين لتأسيس دار السينما. التي تحظى حالياً بنظام صوت رقمي بتقنية (EX format) من دولبي ومقاعد ناعمة مريحة ومنذ ديسمبر 2009، جُهزت «القاعة الحمراء» بمعدات عرض أفلام ثلاثية الأبعاد.
تأسست الشركة المالكة للسينما، مؤسسة الدولة الموحدة «سينما رودينا آر بي»، في 1992. وفي 13 مارس 2018، أصدر رئيس جمهورية باشكورتوستان، رستم خاميتوف، مرسوماً بإضافة مؤسسة الدولة الموحدة ضمن قائمة المؤسسات الإستراتيجية للجمهورية.